# Rasławka
Rasławka (ukr. Раславка) – wieś na Ukrainie w rejonie krzemienieckim należącym do obwodu tarnopolskiego.